# Führer
Führer (phát âm tiếng Đức: [ˈfyːʁɐ]) là danh từ tiếng Đức nghĩa là "Lãnh tụ", "người dẫn dắt", hay "nguyên thủ". Với tư cách là một vị trí chính trị, danh hiệu này chủ yếu nhằm nói đến Nhà Độc tài Đức Quốc xã Adolf Hitler, người duy nhất giữ vị trí Führer. Hitler tự nhìn nhận mình là nguồn quyền năng duy nhất ở Đức, tương tự như các vị Hoàng đế La Mã hay các nhà lãnh đạo trung cổ của Đức.
Từ Führer theo nghĩa "hướng dẫn" vẫn còn phổ biến ở Đức, và nó được sử dụng trong nhiều từ hợp chất. Tuy nhiên, vì liên kết chặt chẽ với Hitler, từ biệt lập có thể có một số sự kỳ thị và tiêu cực khi sử dụng với ý nghĩa như Lãnh tụ, đặc biệt trong bối cảnh chính trị. Từ Führer có các chữ viết bằng tiếng Scandinavia, được đánh vần bằng tiếng Đan Mạch và tiếng Na Uy và förare bằng tiếng Thụy Điển, có cùng ý nghĩa và sử dụng như từ tiếng Đức, nhưng không nhất thiết có ý nghĩa chính trị.
Trong tiếng Việt, người Việt Nam thường quen dịch Führer là "Quốc trưởng", tuy đúng về mặt ý nghĩa, vì năm 1934, sau khi Tổng thống Đế chế Đức Paul von Hindenburg qua đời thì Nhân dân Đức đã đồng ý để Hitler nắm quyền lực tối cao tại nước Đức thông qua Trưng cầu Dân ý, và trước khi Hindenburg mất Hitler cũng đã sáp nhập hai chức vụ Tổng thống và Thủ tướng làm một do Hitler nắm giữ, tuy nhiên thực tế chữ Führer trong tiếng Đức nên dịch đúng nghĩa là Lãnh tụ, thêm nữa là ngay từ trước khi Hitler lên làm Thủ tướng Đế chế Đức năm 1933 thì Đảng Quốc xã đã gọi ông là Führer - với ý nghĩa "Lãnh tụ" chứ không phải "Quốc trưởng".

## Lịch sử

### Ein Volk, Ein Reich, Ein Führer
Ein Volk, Ein Reich, Ein Führer (Tiếng Đức) nghĩa là "Một Dân tộc, Một Đế chế, Một Lãnh tụ" là khẩu hiệu thường được dùng và cũng là khẩu hiệu chính thức của nước Đức trong thời gian nắm quyền của chế độ Quốc xã và bành trướng lãnh thổ sang các nước khác ở Châu Âu trong thời kỳ Chiến tranh thế giới thứ hai. Đây cũng là một trong những khẩu hiệu chính trị mang tính chất nền tảng và cốt lõi mà thành phần lãnh đạo chế độ mong muốn tuyên truyền sâu rộng đến mọi người dân, vực dậy trong họ lòng yêu nước, chủ nghĩa dân tộc cực đoan, và trên hết là phải trung thành tuyệt đối với Lãnh tụ Adolf Hitler.
Nhà sử học với nhiều năm nghiên cứu về lịch sử nước Đức, Joseph Bendersky nói về khẩu hiệu này như sau: "Nó đã để lại một dấu ấn không thể xóa nhòa trong tâm trí của hầu hết người Đức đã sống qua những năm tháng cầm quyền của Đức Quốc xã. Nó thường xuyên xuất hiện trên vô số áp phích và trong các ấn phẩm, nó đã được nghe liên tục trong chương trình phát thanh và các bài phát biểu". Khẩu hiệu nhấn mạnh sự kiểm soát quyền lực tuyệt đối của Đảng Quốc xã Đức trên thực tế mọi lĩnh vực của xã hội và nền văn hóa Đức - với các nhà thờ, là một ngoại lệ đáng chú ý nhất. Câu khẩu hiệu này của Hitler cũng luôn được tôn kính tuyệt đối, nhưng ông chỉ đặt nó ở phạm vi quan tâm nhỏ hẹp - chủ yếu là liên quan đến ngoại giao trong quân đội - và cũng để cho cấp dưới của ông giải thích ý của mình để phù hợp với lợi ích riêng của họ.